# Lūkolāyeh
Lūkolāyeh är en ort i Iran.   Den ligger i provinsen Gilan, i den norra delen av landet, 200 km nordväst om huvudstaden Teheran. Antalet invånare är 395.
Terrängen runt Lūkolāyeh är kuperad åt sydväst, men åt nordost är den platt. Runt Lūkolāyeh är det mycket tätbefolkat, med 1 018 invånare per kvadratkilometer. Närmaste större samhälle är Langarud, 4,3 km öster om Lūkolāyeh. I omgivningarna runt Lūkolāyeh växer i huvudsak blandskog.